# Natalia Vikhlyantseva
Natalia Vikhlyantseva, née le 16 février 1997 à Volgograd, est une joueuse de tennis russe, professionnelle depuis 2013.
À ce jour, elle compte une finale en simple dames sur le circuit WTA.

## Carrière
En juin 2017, elle atteint sa première finale en simple à Bois-le-Duc, après avoir battu, entre autres, Andrea Petkovic au 2e tour et Ana Konjuh, 33e joueuse mondiale et 5e tête de série de ce tournoi, en demi-finale. En finale, elle affronte l'Estonienne Anett Kontaveit au palmarès vierge et est défaite en deux sets (2-6, 3-6).

## Palmarès

### Titre en simple dames
Aucun

### Finale en simple dames
| No | Date       | Nom et lieu du tournoi  | Catégorie | Dotation  | Surface      | Vainqueure      | Score    |          |
| -- | ---------- | ----------------------- | --------- | --------- | ------------ | --------------- | -------- | -------- |
| 1  | 12-06-2017 | Ricoh Open, Bois-le-Duc | Intern'l  | 250 000 $ | Gazon (ext.) | Anett Kontaveit | 6-2, 6-3 | Parcours |

### Titre en double en WTA 125
| No | Date       | Nom et lieu du tournoi | Catégorie | Dotation  | Surface      | Partenaire | Finalistes                   | Score             |          |
| -- | ---------- | ---------------------- | --------- | --------- | ------------ | ---------- | ---------------------------- | ----------------- | -------- |
| 1  | 08-07-2019 | Swedish Open Båstad    | WTA 125   | 115 000 $ | Terre (ext.) | Misaki Doi | Alexa Guarachi Danka Kovinić | 7-5, 64-7, [10-7] | Parcours |

## Parcours en Grand Chelem

### En simple dames
| Année | Open d'Australie | Open d'Australie  | Internationaux de France | Internationaux de France | Wimbledon       | Wimbledon       | US Open         | US Open         |
| ----- | ---------------- | ----------------- | ------------------------ | ------------------------ | --------------- | --------------- | --------------- | --------------- |
| 2016  | —                | —                 | —                        | —                        | —               | —               | Q1              | Alizé Lim       |
| 2017  | 2e tour (1/32)   | A. Pavlyuchenkova | 1er tour (1/64)          | Johanna Larsson          | 1er tour (1/64) | Donna Vekić     | 1er tour (1/64) | Sachia Vickery  |
| 2018  | 1er tour (1/64)  | Lesia Tsurenko    | 1er tour (1/64)          | Ashleigh Barty           | 1er tour (1/64) | Johanna Konta   | 1er tour (1/64) | Vania King      |
| 2019  | 2e tour (1/32)   | Timea Bacsinszky  | Q2                       | Greet Minnen             | Q2              | Antonia Lottner | 1er tour (1/64) | Julia Görges    |
| 2020  | Q3               | Kaja Juvan        | Q1                       | Vera Zvonareva           | Annulé          | Annulé          | 1er tour (1/64) | Katrina Scott   |
| 2021  | Q1               | Valeria Savinykh  | Q1                       | Viktoriya Tomova         | Q1              | Jule Niemeier   | Q1              | Anna Kalinskaya |
| 2022  | —                | —                 | Q2                       | Zhu Lin                  | —               | —               | —               | —               |

N.B. : à droite du résultat se trouve le nom de l'ultime adversaire.

### En double dames
| Année | Open d'Australie             | Open d'Australie        | Internationaux de France      | Internationaux de France | Wimbledon                 | Wimbledon         | US Open                       | US Open                |
| ----- | ---------------------------- | ----------------------- | ----------------------------- | ------------------------ | ------------------------- | ----------------- | ----------------------------- | ---------------------- |
| 2017  | —                            | —                       | 1er tour (1/32) Y. Putintseva | K. Flipkens F. Schiavone | 1er tour (1/32) E. Rodina | S. Aoyama Yang Z. | 1er tour (1/32) N. Stojanović | T. Babos A. Hlaváčková |
| 2018  | 1er tour (1/32) A. Rodionova | K. Bondarenko A. Krunić | —                             | —                        | —                         | —                 | —                             | —                      |

N.B. : le nom du ou de la partenaire se trouve sous le résultat ; le nom des ultimes adversaires se trouve à droite.

## Parcours en «Premier Mandatory» et «Premier 5»
Découlant d'une réforme du circuit WTA inaugurée en 2009, les tournois WTA « Premier Mandatory » et « Premier 5 » constituent les catégories d'épreuves les plus prestigieuses, à l'exception des quatre levées du Grand Chelem.

### En simple dames
| Année |              | Premier Mandatory        | Premier Mandatory               | Premier Mandatory            | Premier Mandatory            |       | Premier 5 | Premier 5 | Premier 5                    | Premier 5 | Premier 5                   | Premier 5 | Premier 5 |
| Année | Indian Wells | Miami                    | Madrid                          | Pékin                        |                              | Dubaï | Rome      | Canada    | Cincinnati                   | Wuhan     | Wuhan                       |           |           |
| Année | Indian Wells | Miami                    | Madrid                          | Pékin                        | Doha                         |       | Rome      | Canada    | Cincinnati                   | Wuhan     | Wuhan                       |           |           |
| Année | Indian Wells | Miami                    | Madrid                          | Pékin                        |                              |       | Rome      | Canada    | Cincinnati                   | Wuhan     | Wuhan                       |           |           |
| 2015  |              |                          | 1er tour (1/64) T. Smitková     |                              |                              |       |           |           |                              |           |                             |           |           |
| 2017  |              |                          | 1er tour (1/64) L. Arruabarrena |                              | 1er tour (1/32) D. Kasatkina |       |           |           |                              |           | 2e tour (1/16) Ka. Plíšková |           |           |
| 2018  |              | 2e tour (1/32) J. Görges | 2e tour (1/32) V. Williams      | 1er tour (1/32) Kr. Plíšková |                              |       |           |           | 1er tour (1/32) D. Gavrilova |           |                             |           |           |
| 2019  |              | 3e tour (1/16) A. Kerber | 1er tour (1/64) M. Rybáriková   |                              |                              |       |           |           |                              |           |                             |           |           |

Sous le résultat, l’ultime adversaire.

## Parcours en Fed Cup
| #                                                                     | Date       | Lieu       | Surface    | Gagnante(s)           | Perdante(s)           | Score    |          |
|                                                                       |            |            |            |                       |                       |          |          |
| 2017 - 1er tour (groupe mondial II) - Russie - Taipei chinois - 4 - 1 |            |            |            |                       |                       |          |          |
| 1                                                                     | 11/02/2017 | Moscou     | Dur (int.) | Natalia Vikhlyantseva | Lee Ya-hsuan          | 6-1, 6-2 | Parcours |
|                                                                       |            |            |            |                       |                       |          |          |
| 2018 - 1er tour (groupe mondial II) - Slovaquie - Russie : 4 : 1      |            |            |            |                       |                       |          |          |
| 2                                                                     | 10/02/2018 | Bratislava | Dur (int.) | Natalia Vikhlyantseva | Viktória Kužmová      | 6-4, 6-2 | Parcours |
| 2                                                                     | 10/02/2018 | Bratislava | Dur (int.) | Jana Čepelová         | Natalia Vikhlyantseva | 6-4, 6-4 | Parcours |

## Classements WTA en fin de saison
| Année          | 2013 | 2014 | 2015 | 2016 | 2017 | 2018 | 2019 | 2020 | 2021 | 2022 |
| Rang en simple | 1109 | 998  | 230  | 166  | 54   | 134  | 112  | 145  | 240  | 303  |
| Rang en double | 885  | –    | 481  | 432  | 751  | 351  | 401  | 426  | 1667 | 1512 |

Source : (en) Classements de Natalia Vikhlyantseva sur le site officiel de la Fédération internationale de tennis